# Eugen Hänle
Eugen Hänle (* 5. Oktober 1924; † 21. September 1975 bei Hoßkirch) war ein deutscher Ingenieur, Segelflugzeugbauer und Gründer der Firma Glasflügel Segelflugzeugbau GmbH.

## Beruflicher Werdegang

Logo Glasflügel

Eugen Hänle war ein Pionier in der technischen Anwendung von glasfaserverstärktem Kunststoff (GFK). 1957 setzte er, gemeinsam mit Ulrich W. Hütter, erstmals GfK-Flügel in einer Windkraftanlage ein; dabei entwickelte Fertigungsverfahren finden bis heute Anwendung. Allerdings konnte sich die Stromerzeugung mit Windkraft damals wirtschaftlich noch nicht durchsetzten.
Eugen Hänle gründete zusammen mit seiner Ehefrau Ursula Hänle im Jahre 1962 den Betrieb Glasflügel Segelflugzeugbau GmbH. Hänle zeichnete sich durch innovatives Design der Segelflugzeuge aus. Hinzu kamen wesentliche Neuerungen im Bereich der Technik (z. B. automatische Ruderanschlüsse). Diese Innovationen verhalfen seiner Firma zu erheblichem wirtschaftlichem Erfolg und hohem Ansehen. Viele dieser Innovationen sind heute für neue Entwicklungen vorgeschrieben. Glasflügel war die erste Firma, die mehr als 100 Flugzeuge eines Typs in GfK-Bauweise fertigte.
Eugen Hänle starb bei einem Flugunfall am 21. September 1975.
Nach dem Tod Hänles geriet die Firma in finanzielle Schwierigkeiten, die zu einer Kooperation mit dem Segelflugzeugbauer Schempp-Hirth führten. Die Firma Glasflügel wurde 1982 aufgelöst.

## Auszeichnungen
Im Jahre 1976 erhielt Eugen Hänle postum die Plakette der Organisation Scientifique et Technique du Vol à Voile (OSTIV).

## Konstruktionen

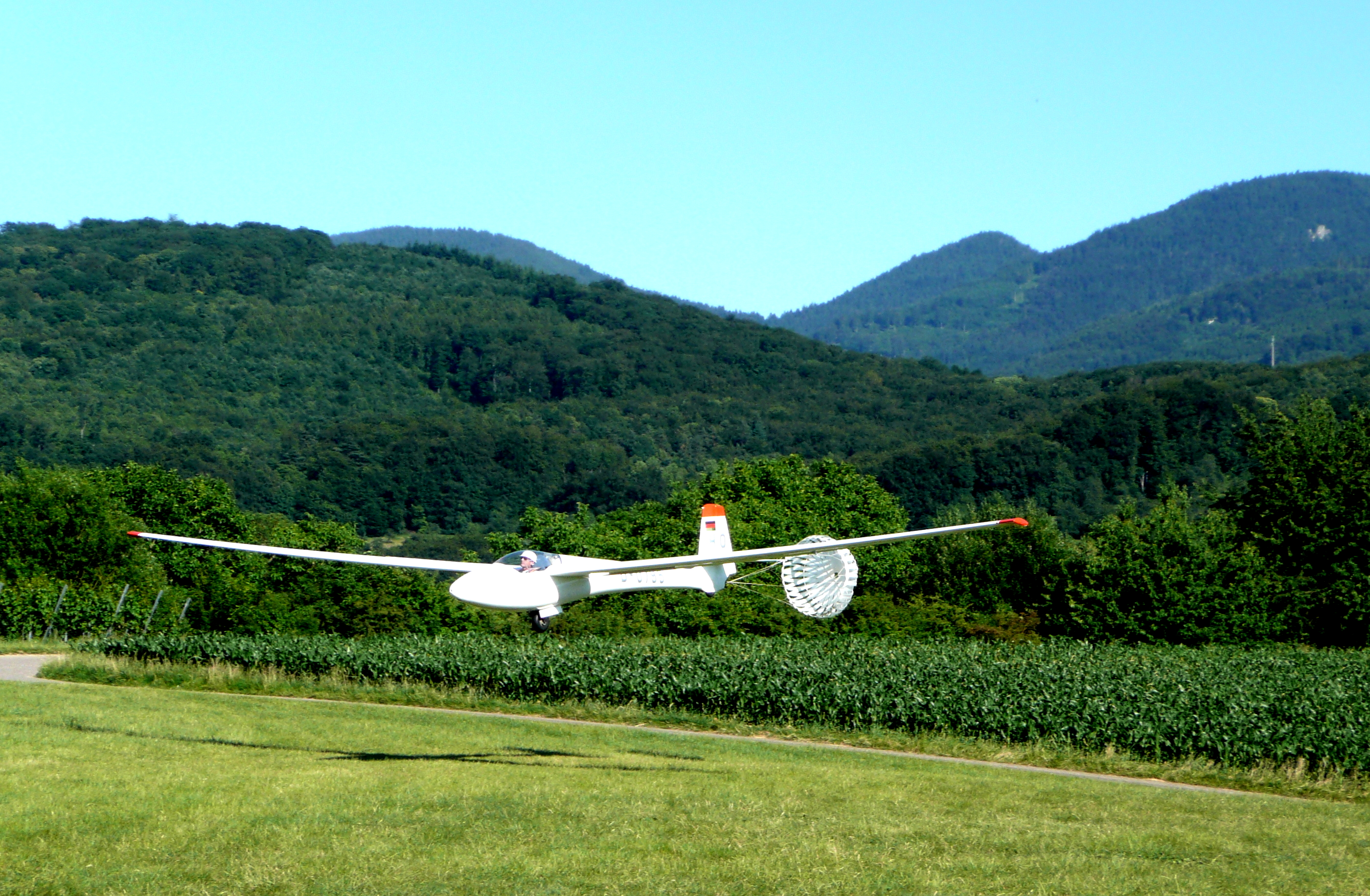
H-301

Eugen Hänle war an der Entwicklung verschiedener Segelflugmodelle beteiligt. Einige Modelle wurden von anderen Konstrukteuren entworfen, jedoch von Glasflügel gefertigt.
- Glasflügel H-30 GFK
- Glasflügel H-301 Libelle
- Glasflügel BS-1
- Glasflügel H-101 Salto
- Glasflügel 401 Kestrel
- Glasflügel 604 Kestrel
- Glasflügel 20X Standard-Libelle
- Glasflügel 205 Club-Libelle
- Glasflügel 206 Hornet
- Glasflügel 303 Mosquito
- Glasflügel 304
- Glasflügel 402
- Glasflügel Falcon